# Airaphilus nasutus balearicus
Airaphilus nasutus balearicus es una subespecie de coleóptero de la familia Silvanidae.

## Distribución geográfica
Habita en Las Islas Baleares (España).